# 나비 원예

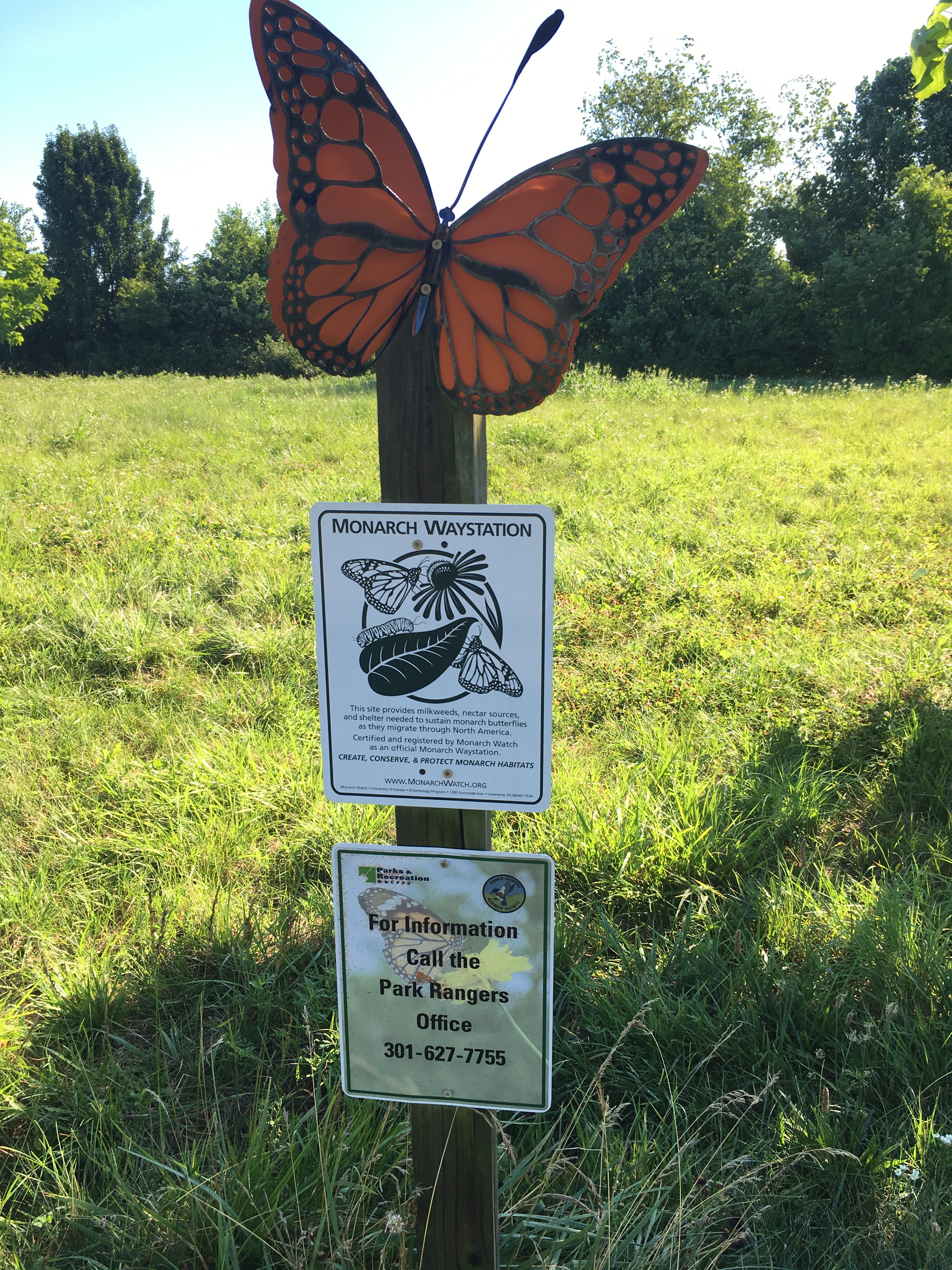
메릴랜드주 프린스조지스군의 한 지역 (2017년 6월)

나비 원예 또는 버터플라이 가드닝(butterfly gardening)은 나비, 팔랑나비, 나방을 포함한 나비목의 서식지를 만들고, 개선하고, 유지하는 방법이다. 나비는 알, 애벌레, 번데기, 성충의 네 가지 생활 단계를 가지고 있다. 나비 개체수를 지원하고 유지하기 위해 이상적인 나비 정원에는 각 생활 단계에 맞는 서식지가 포함되어 있다.
일부 예외(예: Feniseca tarquinius)를 제외하고 나비 유충은 식물 물질을 소비한다. 작은멋쟁이나비(Vanessa Cardui)와 같은 나비는 애벌레로서 200종 이상의 식물을 소비하는 것으로 알려져 있는 반면, 제왕나비(Danaus plexippus) 및 제왕 프리틸러리(Speyeria idalia)와 같은 다른 종은 각각 밀크위드와 제비꽃속이라는 한 속의 식물만 소비한다.
성체로서 나비는 주로 꿀을 먹지만 썩은 과일, 나무 수액, 심지어 썩은 고기까지 섭취하도록 진화했다. 꿀을 먹는 성체 나비를 지원하려면 높이, 색깔, 개화 시기가 다른 꿀 식물을 심는 것이 포함된다. 나비 미끼집은 과일과 수액을 선호하는 종에게 먹이를 제공하기 위해 쉽게 만들 수 있다. 먹이원 외에도 나무와 관목 형태의 바람막이는 나비를 보호하고 애벌레에게 먹이를 제공하고 겨울을 나는 땅을 제공할 수 있다. "물웅덩이"는 일반적으로 수컷 나비가 모여서 영양분과 물을 마시는 행동이며, 나비를 위한 웅덩이 땅을 마련하면 나비 정원이 더욱 좋아진다. 나비가 유일한 수분 매개자는 아니지만, 나비 서식지를 조성하면 벌, 딱정벌레, 파리 및 기타 수분 매개자에 대한 서식지도 만들어진다.